# Josep-Lluís Carod-Rovira
Josep-Lluís Carod-Rovira (Cambrils, 17 de mayo de 1952) es un expolítico español, de ideología independentista catalana. Fue presidente de Esquerra Republicana de Catalunya (2004-2008) y vicepresidente del Gobierno de Cataluña (2006-2010).

## Biografía

### Primeros años
Nació en el seno de una familia de padre aragonés y madre catalana, en la ciudad tarraconense de Cambrils. Su padre perteneció al Cuerpo de Carabineros durante la República y la Guerra Civil, pasó a ser agente de la Guardia Civil tras desaparecer los carabineros en 1940. Poco después de su nacimiento, su padre dejó el cuerpo y comenzó a trabajar en las oficinas de construcción del puerto de Cambrils. Carod-Rovira tuvo cuatro hermanos, dos varones y dos mujeres, el mayor de los cuales falleció cuando él tenía catorce años. Carod-Rovira se licenció en Filología Catalana por la Universidad de Barcelona.

### Inicios políticos
Militante del Partit Socialista d'Alliberament Nacional (PSAN) desde 1970, fue encarcelado en 1973 por su pertenencia a la Asamblea de Cataluña. En 1977 dejó el PSAN, y en 1980 encabezó la candidatura de Nacionalistes d'Esquerra en la circunscripción de Tarragona. Entre 1981 y 1988 fue técnico superior de Planificación Lingüística de la Generalidad de Cataluña y entre 1982 y 1984 jefe de los Servicios Territoriales de Cultura de dicha administración en Tarragona. En 1986 abandonó Nacionalistes d'Esquerra y publicó el artículo Crida Nacional a ERC (Llamamiento Nacional a ERC, Esquerra Republicana de Catalunya), que apoyaba la refundación del partido mediante su acercamiento a posiciones claramente independentistas. De este modo pasó a militar en dicho partido, bajo cuyas siglas consiguió el acta de diputado en el Parlamento de Cataluña en 1988. En el Congreso de Lérida de 1989, Carod presentó su candidatura a secretario general, pero su retirada en la segunda vuelta permitió que se impusiesen las tesis independentistas en el partido, de la mano de Àngel Colom. 
En 1996, Colom protagonizó una escisión en ERC que dio lugar al Partit per la Independència (PI), después del Congreso de Vilafranca, dejando vacante la secretaría general, cargo para el que Carod-Rovira fue elegido como persona de consenso. En 1999, 2003 y 2006 encabezó la candidatura de ERC en las elecciones al Parlamento de Cataluña.

### Tripartito
Tras el Pacto del Tinell entre ERC, el Partido Socialista de Cataluña (PSC) e Iniciativa per Catalunya Verds (ICV-EUiA) después de las elecciones de noviembre de 2003, en las que el partido pasó de 12 a 23 diputados y se situó como tercera fuerza política de Cataluña, Carod-Rovira fue nombrado consejero primero del Gobierno de Cataluña, en el seno del llamado «tripartito», cargo que ostentó hasta 2004. Menos de dos meses después de tomar posesión del cargo, presentó su dimisión al conocerse que había mantenido una reunión con miembros de ETA en la localidad de Perpiñán, en el sur de Francia, sin conocimiento del presidente Pasqual Maragall y mientras era presidente en funciones de la Generalidad de Cataluña, ya que Maragall estaba de viaje oficial. Posteriormente, ETA declaró una tregua sólo para Cataluña, lo que contribuyó a aumentar aún más la polémica. Los adversarios de Carod-Rovira le acusaron de haber pactado la tregua con ETA. Carod-Rovira lo negó, afirmando que se negó a firmar ningún acuerdo donde no hubiera una condena a la violencia.
Ante las presiones y ataques que recibió Carod-Rovira como consecuencia de su encuentro en Perpiñán, su partido decidió que encabezara las listas electorales para las elecciones generales de ese año en las Cortes, previstas para el 14 de marzo de 2004. ERC obtuvo los mejores resultados de su historia al obtener 650 000 votos y ocho diputados, en contraste con el único diputado que tenían en la anterior legislatura. Tras las elecciones, Carod-Rovira renunció a su acta de diputado en el Congreso de los Diputados. En julio de 2004, durante el Congreso Nacional de ERC celebrado en Lérida, Carod-Rovira fue elegido presidente del partido, en sustitución de Jordi Carbonell.
El 26 de noviembre de 2004, y tras el rechazo de la Federación Internacional de Patinaje a incluir a Cataluña como miembro, hizo una llamada a boicotear la candidatura de Madrid a los Juegos Olímpicos de 2012. Meses después rectificó y calificó de error haber cuestionado el apoyo a la candidatura de Madrid.
En mayo de 2005, durante un viaje a Israel en el que acompañaba al presidente de la Generalidad Pasqual Maragall, Carod-Rovira protagonizó un incidente al negarse a participar en un homenaje al ex primer ministro Isaac Rabin en Jerusalén, debido a la ausencia de la bandera catalana, aunque sí estuvo la española. Posteriormente le rindió un homenaje a título personal, sin banderas. Posteriormente apareció en la prensa bromeando con Maragall y Antoni Castells, al hacerse una fotografía con una corona de espinas en la cabeza. Este gesto fue particularmente atacado por determinados representantes de la Iglesia católica y por los sectores políticos más relacionados con las instituciones religiosas.
En 2006 criticó la utilización del español en el pregón de las fiestas de la Mercè de Barcelona, con la argumentación de que el castellano no es lengua propia de Cataluña.

### Últimos años
En octubre de 2007 participó en el programa de TVE Tengo una pregunta para usted, en el que a la pregunta de un ciudadano de por qué insistía en llamar País Valencià a la Comunidad Valenciana siendo este un nombre no oficial —aunque recogido por el Preámbulo del Estatuto de Autonomía de la Comunidad Valenciana y con una tradición histórica de uso, especialmente a partir del siglo XX por sectores políticos de izquierdas, además de por las publicaciones científicas en catalán—, respondió que "me parece tan razonable y sensato y legítimo que quien quiera llamarlo Comunitat Valenciana [...] lo haga y quien quiera continuar llamándolo País Valencià [...] podamos hacerlo".
Los resultados de las elecciones generales de marzo de 2008, en las que ERC obtuvo tres diputados y un 1,17% de los votos, produjeron una crisis en el partido, fruto de la cual[cita requerida] Carod-Rovira anunció que no optaría a la presidencia en el Congreso de ERC previsto para junio de 2008.
En mayo de 2008, Carod-Rovira afirmó que, para conseguir que una mayoría de ciudadanos se decida por la vía soberanista en Cataluña, es necesario que se haga incidencia en los beneficios económicos que la independencia reportaría más que en la existencia de una identidad cultural común, ya que según sus propias palabras: "Patriotas de cultura hay unos cuantos, pero de las pelas lo somos todos Catalanes".
En junio de 2011 y al calor del movimiento 15-M en Cataluña acusó a los "indignados" (miembros del 15-M) de ser un movimiento "de pacotilla", un "mero instrumento del nacionalismo español". En un artículo en Nació Digital negó el carácter "catalán" de los miembros del 15-M en Cataluña y los conminó, tildándoles despectivamente de 'españoles', a marcharse de Cataluña para protestar. A principios de junio de 2011 se anunció que Carod-Rovira había dejado de ser militante de ERC.

## Obras
- Rovira i Virgili i la qüestió nacional (1984).
- Marcel·lí Domingo, de l'escola a la República (1988).
- Tornar amb la gent (1997).
- Jubilar la Transició (1998).
- El futur a les mans (2003).
- 113 paraules per salvar (2010).